# Litsea perglabra
Litsea perglabra är en lagerväxtart som beskrevs av C. K. Allen. Litsea perglabra ingår i släktet Litsea och familjen lagerväxter. Inga underarter finns listade i Catalogue of Life.